# Fernando Cayo Jiménez
Fernando Cayo Jiménez (Valladolid, 22 d'abril del 1968) és un actor, director i músic espanyol.

## Filmografia

### Cinema
| - Sacrificio (1998, curtmetratge) - Shacky Carmine (1999) - Me da igual (2000) - Una grieta en la nieve helada (2000, curtmetratge) - Juego de Luna (2001) - Guerreros (2002) - Hoy x ti mañana x mí (2002, curtmetratge) - The Mix (2003) - Doble juego (2004) - El principio de Arquímedes (2004) - El juego de la verdad (2004) - El Lobo (2004) - El penalti más largo del mundo (2005) - Vida y color (2005) - Concursante (2007) - L'orfenat (2007) - Mataharis (2007) | - Bienes comunes (2008, curtmetratge) - Pájaros de papel (2010) - Secuestrados (2010) - 23-F: la película (2011) - La piel que habito (2011) - Mayoria Absoluta (2013, com a actor i guionista) - F5 (2013, com a actor, guionista) - Esto no es una cita (2013) - Casi inocentes (2013) - El consejero (2013) - Somos amigos (2014, curtmetratge) - Mi vida es el cine (2014, com a actor, guionista i productor) - El desconocido (2015) - La corona partida (2016) - La punta del iceberg (2016) - L'ombra de la llei (2018) - Hasta el cielo (2020) |

### Televisió
| - Todos los hombres sois iguales (1997) - Manos a la obra (1998-2001) - Raquel busca su sitio (2000) - Hospital Central (2001) - Dime que me quieres (2001) - 7 vidas (2001-2005) - Policías, en el corazón de la calle (2002) - Desenlace (2002) - El comisario (2002-2004) - Diario de un skin (2005) - Génesis, en la mente del asesino (2007) - Círculo rojo (2007) - R.I.S. Científica (2007) - Cuenta atrás (2008) - Las manos del pianista (2008) - Plan América (2008) - 20-N: Los últimos días de Franco (2008) - Los hombres de Paco (2009) - La señora (2009-2010) - Adolfo Suárez (2010) | - Vuelo IL8714 (2010) - Alakrana (2010) - 14 de abril. La República (2011) - Los misterios de Laura (2011) - Punta Escarlata (2011) - Toledo (2012) - B&b, de boca en boca (2014) - Hermanos (2014) - El ministerio del tiempo (2016) - El Caso: Crónica de sucesos (2016) - Olmos y Robles (2016) - iFamily (2017) - Amar es para siempre (2017-2018) - McMafia (2018) - Justo antes de Cristo (2019) - Señoras del (h)AMPA (2019) - La casa de papel (2019-2021) - Servir y Proteger (2022-) |

## Premis
- Millor actor al festival de curtmetratges de Madrid[1]
- Millor actor al Festival de teatre de Torreperogil[1]
- Millor actor de Cinema de Toulose (cineespaña 99)[1]
- "Racimo de Oro" de teatre a Valadollid (2000)[1]
- Millor espectacle certamen nacional de Teatre Cabaret de Talavera de la Reina (2001)[1]
- Millor actor al "Festival Ibérico" de cinema de Badajoz (2002)[1]
- Premi al millor actor al festival Internacional de "Jóvenes realizadores" de Granada (2002)[1]
- Premi al millor actor a la Muestra internacional de Cinema de Palència (2003)[1]
- Premi de Teatre Província de Valladolid(2007)[1]